# Вребац
Вребац је насељено мјесто у Лици. Припада граду Госпићу, у Личко-сењској жупанији, Република Хрватска.

## Географија
Вребац са Завођем и Павловцем чини једну природну цјелину. Завође и Павловац су засеоци села Вребац. Вребачко насеље заузима простор југоисточног руба Личког поља. Сеоски атар више се простире на планинском подручју, са чије сјевероисточне стране добрим дијелом захвата обронке Вребачке стазе. Сва три насеља леже испод Личког средогорја – планинског масива који заузима средишњи дио личке висоравни. Просечна надморска висина не прелази 600 м. Село је окружено ријеком Јадовом.
Вребац је од Госпића удаљен 13 км. Такође је повезан са Могорићем и Метком, и преко Стазе са Подлапачом и даље Крбавским пољем. У близини насеља пролази ауто-пут Загреб–Сплит.

## Клима
Климатске прилике испод Вребачке стазе у основи не одступају од општих карактеристика личке климе, која се одликује дугим и хладним зимама, а кратким, топлим и сушним љетима. Познато је да велике снијежне падавине, као важан климатски елемент, чине Лику једном од најхладнијих предјела у земљи. Пошто су Вребац и његови засеоци лоцирани на сјеверној, сунчаној страни Личког поља, на том простору манифестују се нешто веће љетње суше. Оне умањују влажност, па је клима нешто топлија од оне која влада на подвелебитској страни поља. И сам положај вребачког села, пошто су више окренута југу и заклоњена од хладних ваздушних маса са сјевера, посебно буре, доприноси да су она релативно топлија од села која су лоцирана у пољу.

## Историја
Најстарији народ о коме се зна да је живео на подручју Лике и Врепца били су Илири, односно њихово племе Јаподи. Једно од најпознатијих њихових насеља била је Стражбеница, брдо које се уздиже изнад Bpепца. Није се могло установити када су се ту настанили, али се претпоставља да су своја насеља у Лици градили од 1000. до 300. п. н. е., тј. до римских освајања те територије.
За време римске владавине у Врепцу је постојало једно од већих насеља. Римљани су му дали име Ancus, као што су након овладавања тим простором давали имена и осталим значајнијим насељима у Лици. Али за разлику од јаподског периода, у Врепцу је нађено мало предмета из римског доба владавине.
Нема поузданих података како је то насеље добило садашње име. Према предању, настало је за време турске владавине. Као што знамо, Турци су након заузимања Лике 1527. године у утврђења уводили своје посаде. Тако је било и са кулом на Стражбеници. Али, пошто се бег Алага Вребо није осећао довољно сигурним, саградио је ново утврђење на узвишици Градини. Уз њега је ископао бунар и на Јадови саградио воденицу. Око тврђаве се развило насеље које је народ назвао по бегу Вребац, а воденицу Алагинац. Колико је ово предање поуздано не зна се, али се зна да се Вребац почео спомињати за време турске владавине. Да је Вребац постојао као веће насеље потврђује и попис турских утврђења из 1577. године, у коме се каже: „Уз поток Јадову, источно од Барлета налази се утврђење Вребац” и то је први писани извор у коме се ово насеље тим именом спомиње. Турци су ради ојачања личке пограничне зоне у тај простор довели своје поданике влашке сточаре и муслимане из Босне. Ове прве населили су уз саму границу, а муслимане по градовима и околини где је било бољег земљишта. Влашки сточари су у ствари били Срби и називани су разним именима. Насељавање је обављено за владавине босанског паше Ферхада Соколовића, који је 1577. године ревидирао 20 постојећих утврђења по Лици и у њих довео своје посаде. Познато је да су Турци преузели утврђене градове у Острвици, Барлетама, Врепцу, Павловцу, Могорићу, Метку, Почитељу, Билају, Рибнику и другим местима Личког поља. Према томе, они су тада довели Србе и у Вребац. Та популација доселила се са бројном стоком ситног и крупног зуба и ради проширења пашњачких површина немилосрдно је крчила шуме и шипражје, па су се тако образовале простране крчевине по ивицама поља и обронцима Средогорја.
Између 1576. и 1586. године Турци су поново доводили рају на запоседнути део Лике и Крбаве, па није искључено и њено довођење на вребачко подручје, јер су се ту налазиле две јаке тврђаве (на Стражбеници и Градини) са сталним војничким посадама.
Нема података о животу насељених Срба у то доба. Али, зна се, међутим, да је аустријски генерал Херберштајн (Herberstcin), упадајући у Лику 1684. године напао Турке у Врепцу и одвео доста људи и стоке. Међу заробљеницима било је и Срба. Жесток напад на Вребац извршио је годину дана касније и Стојан Јанковић са својим ускоцима из Далмације. Порушио је већи део насеља и одвео у Равне котаре велик број Срба и муслимана. Један део тих Срба населио се по северној Далмацији, неки су помрли од глади, а већина преосталих поново се населила по Лици после њеног ослобођења 1689. године.
Упади аустријских граничара и млетачких ускока у Лику вршени су са циљем да се ослаби турски војни потенцијал у живој сили и материјалним добрима и тиме појача безбедност аустријског и млетачког пограничног простора.
После 1689. године Лика је остала претежно пуста, па ју је требало поново настанити и оспособити за одбрану од Турака јер се опет нашла на граници две царевине, али овога пута са аустријске стране. Насељавање Срба у Личком пољу и Врепцу обавио је крајишки апарат између 1689. и 1692. године, за време владавине цара Леополда I. На вребачко подручје насељени су Срби из предела Оточца и Бриња. Други, мањи број дошао је из северне Далмације и неколико породица од Грахова и долине Унца.
Вребац се од распада Југославије до августа 1995. године налазио у Републици Српској Крајини.

## Религија
У Врепцу је сједиште истоимене парохије Српске православне цркве. Парохија Вребац припада Архијерејском намјесништву личком у саставу Епархије Горњокарловачке. Буде Будисавевић је обновио српску цркву у овом селу док је ту боравио (1824—1826) као заповједник чете (кумпаније). У Врепцу је постојао храм Српске православне цркве Покров Пресвете Богородице, који је изграђен 1867. године. Срушен је након Другог свјетског рата. Парохију сачињавају Вребац са засеоцима Завође и Павловац.
Иконе је сликао Јаков Шашел 1889. године. Међу значајнијим књигама у цркви је била похрањена Србуља из 1694. године. Црквена општина установљена је 1850. године, 17 година пре изградње цркве. У новосаграђеној цркви смењивало се од 1867. до 1941. године више свештеника, а према крајишком попису из 1712. године види се да је на челу парохије био свештеник Јово Поповић.

## Становништво
Према попису становништва из 2001. године, Вребац је имао 19 становника. Према попису становништва из 2011. године, насеље Вребац је имало 44 становника.
| Националност       | 1991. | 1981. | 1971. | 1961. |
| Срби               | 209   | 311   | 440   | 528   |
| Југословени        | 2     | 10    |       |       |
| Хрвати             |       |       | 1     | 5     |
| остали и непознато | 12    | 5     | 7     |       |
| Укупно             | 223   | 326   | 448   | 533   |

| Демографија | Демографија | Демографија |
| Година      | Становника  | Становника  |
| ----------- | ----------- | ----------- |
| 1961.       | 533         |             |
| 1971.       | 448         |             |
| 1981.       | 326         |             |
| 1991.       | 223         |             |
| 2001.       | 19          |             |
| 2011.       |             | 44          |

## Попис 1991.
На попису становништва 1991. године, насељено место Вребац је имало 223 становника, следећег националног састава:
| Попис 1991.‍  | Попис 1991.‍  | Попис 1991.‍ | Попис 1991.‍ | Попис 1991.‍ |
| ------------ | ------------ | ----------- | ----------- | ----------- |
|              |              |             |             |             |
| Срби         | Срби         |             | 209         | 93,72%      |
| Југословени  | Југословени  |             | 2           | 0,89%       |
| неопредељени | неопредељени |             | 2           | 0,89%       |
| непознато    | непознато    |             | 10          | 4,48%       |
| укупно: 223  |              |             |             |             |

## Знамените личности
- Душан Драгосавац, председник Савеза Комуниста Југославије и високи функционер СФРЈ
- Милан Мандарић
- Никола Граовац, академски сликар
- Александар Леко Будисављевић, пуковник и аутор књиге о Будисављевићима
- Душан Богдановић, публициста и политичар
- Иса Богдановић, политичар